# Букаву
Бука́ву (раніше — Костерманвіль, фр. Costermansville, нід. Costermansstad) — місто-порт в Демократичній Республіці Конго, адмістративний центр провінції Південне Ківу. В місті 241 690 жителів (2009), ще близько 250 тис. живуть в передмістях.

## Географія
Місто знаходиться на сході Демократичної Республіки Конго в провінції Південне Ківу, на південному березі озера Киву, недалеко від національного парку Канузі-Бієга.
За декілька км від міста (на кордоні з Руандою) розташована миротворча база ООН.

### Клімат
Місто знаходиться у зоні, котра характеризується океанічним кліматом субтропічних нагір'їв. Найтепліший місяць — січень із середньою температурою 18.9 °C (66 °F). Найхолодніший місяць — лютий, із середньою температурою 17.8 °С (64 °F).
| Клімат Букаву           | Клімат Букаву | Клімат Букаву | Клімат Букаву | Клімат Букаву | Клімат Букаву | Клімат Букаву | Клімат Букаву | Клімат Букаву | Клімат Букаву | Клімат Букаву | Клімат Букаву | Клімат Букаву | Клімат Букаву |
| Показник                | Січ.          | Лют.          | Бер.          | Квіт.         | Трав.         | Черв.         | Лип.          | Серп.         | Вер.          | Жовт.         | Лист.         | Груд.         | Рік           |
| Середня температура, °C | 19            | 18            | 18            | 18            | 19            | 18            | 18            | 19            | 19            | 19            | 18            | 18            | 18            |
| Норма опадів, мм        | 126           | 134           | 177           | 153           | 77            | 28            | 13            | 31            | 103           | 155           | 179           | 145           | 1320          |
| ----------------------- | ------------- | ------------- | ------------- | ------------- | ------------- | ------------- | ------------- | ------------- | ------------- | ------------- | ------------- | ------------- | ------------- |
| Джерело: Weatherbase    |               |               |               |               |               |               |               |               |               |               |               |               |               |

## Історія
Букаву заснований в 1901 році бельгійським колоніальним управлінням і називався до 1966 рокуг Костерманвіль. До 1960 року місто було улюбленим місцем поселення бельгійців, яких приваблював не гарячий клімат (озеро Киву знаходиться на висоті 1500 м над рівнем моря). На березі озера було споруджено багато вілл.
Букаву був важливим транспортним та адміністративним центром цілої провінції Киву. Проте під час Конголезької кризи 1960-х місто почало занепадати.
В ході війни та геноциду в Руанді біженці з Руанди створили велику проблему в регіоні Великих озер Африки. Букаву став центром повстання Хуту проти влади Тутсі в Руанді. Війська Руанди напали на Букаву в листопаді 1996, що призвело до Першої Конголезької Війни. Біля Букаву були сутички між повстанцями та силами уряду Конго.

### Збройний конфлікт 2004 року
Початок збройного конфлікту пов'язаного з діями заколотного генерала Л. Нкунди, який вивів близько тисячі
підпорядкованих йому солдат — колишніх повстанців з провінції Північна Ківу та 2 червня 2004 року захопили головний центр провінції Північна Ківу — м. Букаву. Цю операцію Нкунда провів разом з іншими колишніми повстанцями лідером — представником тої ж народності баньямуленге (в республіці їх називають конголезькими тутсі через мовну схожість з руандійськими тутсі) полковником Ж. Мутебусі, недавно відстороненим від посади командуючого 10-м воєнним регіоном країни. Командири повстанців стверджували, що вони захищали членів племені баньямуленге — конголезьких тутсі.
2 липня 2004 року Рада Безпеки (РБ) ООН розповсюдила заяву свого представника, у якой містилось рішуче обговорення збройного конфлікту в Букаву і заклик воюючих сторін до миру.
В самій Кіншасі новина про взяття Букаву повстанцями викликала маштабні безлади та спроби захопити комплекс будівель ООН. Охорона штаб-квартири та конголезька поліція змушені були застосувати сльозогінний газ та зброю. В результаті 12 людей були вбиті. Аналогічні демонстрації відбулись в містах Гома, Лубумбаші та Кісі.
За деякими даними близько 10 тис. жінок було зґвалтовано, коли генерал Лоран Нкунда дав солдатам три дні на розграбування міста.
9 липня 2004 року урядові війська увійшли в м. Букаву, не зустрівши ніякого спротиву. Напередодні повстанці покинули місто. На сході країни (в районі м. Каманьола) розпочались бої урядових військ та повстанців. Найбільш жорстке зіткнення відбулось біля міського мосту, що знаходився в декількох сотнях метрів від кордону з Руандою. Там урядові війська блокували дорогу, що веде з міста на північ і південь. В ході бойових дій гвинтокрили миротворчих сил ООН в ДРК обстріляли позиції повстанців.
На переговорах, які відбулися 25 липня 2004 року в столиці Нігерії — м. Абудже, президенти ДРК Ж. Кабіла та Руанди П. Кагаме виразили намагання не допустити виникненню нового збройного конфлікту та підтвердили необхідність притримуватись виконання Преторійского мирного договору.

### Пам'ятки

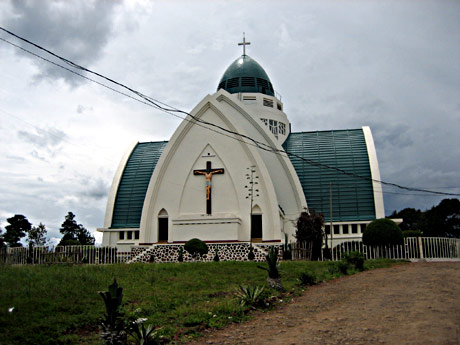
Кафедральний собор Нотр-Дам-де-ля-Пе в Букаву

Кафедральний собор Нотр-Дам-де-ля-Пе, що стоїть на невеликому пагорбі — головний католицький храм країни. Саме Букаву відомий як оплот християнства в Конго. В місті знаходиться резиденція архієпископа та Католицький університет.
Від колоніальних часів зберігся двоповерховий білий будинок з садом — резиденція губернатора. В місті діє Інститут наукових досліджень Центральної Африки, ГЕС Рузізі («Муруру»).
Знаменитий пішохідний міст «Чопо» через річку Рузізі (зв'язує озера Киву та Танганьика), який в середині 1990-х пропустив через себе мільйони біженців з Руанди та назад.

## Економіка
Міська промисловість збереглась, ще з колоніальних часів та представлена хімією (фармацевтика, інсектициди), пивоварінням та поліграфією. На підприємствах здійснюється первинна обробка хінної кори, піретруми, кави. Також є текстильна промисловість, виробництво будматеріалів, ремонт суден.
У місці є мережа дилерських контор, що продають руду касітеріту та колтану, що добувають на шахтах в районі Сзибиру поблизу Букаву та використовуваних при виготовленні мобільних телефонів, DVD-приводів та комп'ютерів відомими компаніями та брендами.

## Транспорт

### Аеропорт
Міжнародний аеропорт знаходиться в 30 км від міста.

### Автомобільний транспорт

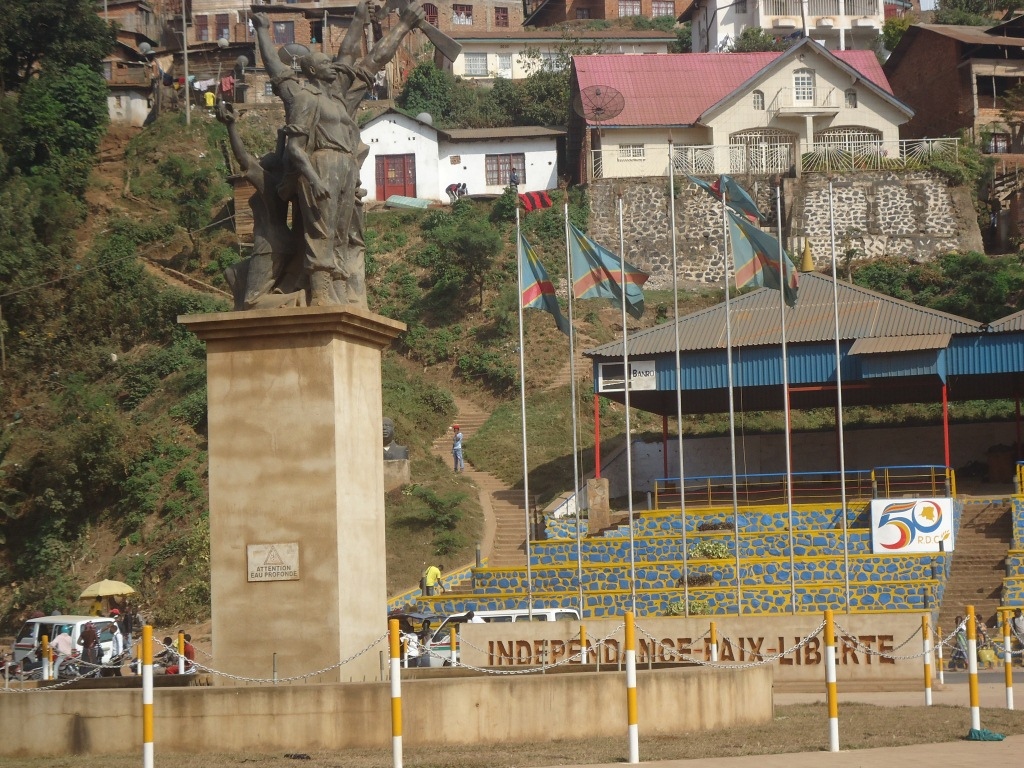
Площа незалежності

Асфальтована дорога, що зв'язує Букаву з м. Увира, яке знаходиться менше ніж в 20 км від міста. Перевезення по ній здійснюються маршутними таксі (в дорозі 2,5 год.; вартість — 6$ з людини). Частина траси проходить по території Руанди. До Увира також є ґрунтова дорога в обхід Руанди, через м. Нгома. По маршруту о 6 ранку відправляється рейсовий автобус.

### Поромне сполучення
Всі повідомлення з Гому здійснюється по водах озера Ківу.

## Населення
- 1960 — 61 000
- 1990 — 187 000
- 1994 — 202 000
- 2005 — 225 431
- 2009 — 241 690

### Релігія
Місто є центром однойменної католицької архієпархії.

## Події
- 31 липня 2005 року в Букаву в віці 55 років був вбитий Паскаль Кабунгулу Кібембі (Pascal Kabungulu Kibembi). Паскаль був віце-президентом релігійної правозахисної головної групи в районі Великих озер (Ligue des Droits de l'Homme dans la Région des Grands Lacs).
- 4 серпня 2006 року при посадці в аеропорту міста Букаву розбився літак російського виробництва Ан-28, який належав компанії Air Traset. В катастрофі загинуло 17 людей. В екіпажі було двоє громадян України, а командир був громадянином Росії[8].
- 13 липня 2007 року в Букаву був вбитий журналіст та правозахисник Серж Махеш (Serge Maheshe). Він працював редактором на радіостанції «Окапи» в Букаву, субсидованої ООН.

## Вихідці з міста
- Стефан (Хараламбідіс) — голова Естонської апостольсько-православної церкви.